# Диамент, Роберт
Роберт (Иосиф-Рафаил Львович) Диамент (2 марта 1907, Киев — 22 марта 1987, Москва) — советский фотограф-документалист.
После окончания в 1925 г. профшколы работал электротехником. С 1927 г. Р. Л. Диамент работал внештатным корреспондентом в редакциях киевских газет. В 1931 г. стал штатным сотрудником газеты «Молодой пролетарий». В 1934 г. перешел на работу в редакцию газеты «Вести ЦИК УССР».
Во время Великой Отечественной войны Р. Л. Диамент служил на Северном флоте в должности фотокорреспондента, начальника фотобюро Политуправления Флота.
После демобилизации работал по договорам на ВСХВ, выполнял задания Антифашистского Комитета Советских женщин, редакции журнала «Клуб и художественная самодеятельность», журналов «Профтехобразование» и «Производственное обучение», его фотоснимки публиковались в журналах: «Огонёк», «Советский Союз», «Советское фото», «Здоровье», «Работница», «За рулём» и др., на страницах фотоальбомов, экспонировались в военных музеях Москвы, Киева, Ленинграда, Мурманска, Полярного, Североморска, Ваенги и др.
Фотографии Р. Л. Диамента участвовали в фотовыставках в СССР и за рубежом. Р. Л. Диамент был членом Союза журналистов СССР с 1967 г.
Был награждён двумя орденами Красной звезды, орденом Отечественной войны 1-й степени, медалями «За оборону Советского Заполярья» и «За Победу над Германией» и юбилейными медалями.

## Персональная выставка
- «Роберт Диамент 100» в Выставочных залах музея А. С. Пушкина, Москва (Денежный пер.)

## Авторская книга
- Тексты: Л. Р. Диамент, Ю. М. Кривоносов, А. В. Логинов «Роберт Диамент 100», Издательство «Сарма», 2007 Языки: рус., англ.